# مستشفى المجيدية
مستشفى المجيدية هو مستشفى تاريخي قديم في بغداد

## التأسيس
كانت هذه المستشفى أول أيامها تسمى حديقة النجيبية باعتبارها من مؤسسات والي بغداد محمد نجيب باشا (ت1267ه‍/1851م)، وقد اتخذها والي بغداد مدحت باشا منتزهاً عاماً وأطلق عليها (حديقة البلدية). ، ثم شيد فيها قصر لناصر الدين شاه ليقيم فيه مدة بقائه في بغداد. وتطورت حتى صارت (مستشفى) وهذا البستان أو الحديقة يعدها (البهائية) من المواطن المقدسة. لأنها حينما نفي (البهاء) سكنها بخيامه مع المنفيين معه مدة 10 أيام أو 12 يوماً إلى أن جرى سوقهم وتبعيدهم وأن البهاء فيها أعلن الوهيته. ومن جراء ذلك صار يعد من الأماكن المحترمة عندهم.
في سنة 1313هجرية الموافق 1895 للميلاد صدر الأمر من نظارة الداخلية العثمانية لاتخاذ هذا المنتزه مستشفى عسكريا. وكان المستشفى العسكري يومذاك في محلة الميدان ولكنه تحول إلى نادي الضباط العسكري وبقيت هذه المستشفى وهي تزخر بالمرضى العسكريين إلى نهاية العهد العثماني وكان أهل بغداد يدعونها ب(خستخانة المجيدية) وكان حمام الخستة خانة قريباً منها، وهي اليوم المستشفى الجمهوري التعليمي الواقع في (مدينة الطب في بغداد) حاليا.